# Fritz József
Fritz József (Mosonmagyaróvár, 1943. április 27.–) Széchenyi-díjas magyar matematikus, egyetemi tanár, a Magyar Tudományos Akadémia rendes tagja. A valószínűségszámítás és a matematikai fizika, ezeken belül nem-egyensúlyi statisztikus fizika és a statisztikus alakfelismerés neves tudósa.

## Életpályája
1961-ben érettségizett a mosonmagyaróvári Kossuth Lajos Gimnáziumban, majd beiratkozott az Eötvös Loránd Tudományegyetem fizika szakára. Négy szemeszter után átment a matematikus szakra. 1965-ben a Bolyai János Matematikai Társulat Schweitzer Miklós-versenyén első helyet ért el. 1967-ben szerezte meg matematikusdiplomáját. Ennek megszerzése után az egyetem geometria tanszékén kapott gyakornoki állást. Fél évre rá az MTA Matematikai Kutatóintézet munkatársa lett. Közben 1972 és 1982 között a Semmelweis Orvostudományi Egyetem számítástechnikai csoportjának orvosbiológiai adatok kiértékelését végezte másodállásban. 1986-ban tudományos tanácsadói megbízást kapott. 1993 és 2000 között az ELTE valószínűségelméleti és statisztika tanszékén egyetemi tanár, ezt követően a Budapesti Műszaki és Gazdaságtudományi Egyetem Matematikai Intézetének differenciálegyenletek tanszékének egyetemi tanára. Közben a Kossuth Lajos Tudományegyetem (1996–2000) és a Tokiói Egyetem (1998–1999) oktatója volt. 2002-ben a BME Matematikai és Számítástudományi Doktori Iskolájának vezetője lett.
1972-ben védte meg a matematikai tudomány kandidátusi, 1986-ban akadémiai doktori értekezését. Az MTA Matematikai Bizottságának lett tagja. 1995-ben megválasztották a Magyar Tudományos Akadémia levelező, 2001-ben pedig rendes tagjává. Akadémiai tisztségei mellett a Magyar Akkreditációs Bizottság matematikai és számítástudományok tudományági bizottságának tagja. 1988-ban a Nemzetközi Matematikai Fizikai Társaság, 1996-ban az Amerikai Matematikai Társaság, 1997-ben a Bernoulli Társaság tagja lett. A Bolyai János Matematikai Társulat tagja. Az Acta Mathematica, a Publicationes Mathematica Debrecen, a Periodica Mathematica Hungarica, az Archive for Rational Mechanics and Analysis (ARMA) és a Markov Processes and Related Fields (MPRF) című tudományos szakfolyóiratok szerkesztőbizottságának tagja. 1990–1993-ban a Journal of Statistical Physics szerkesztőbizottságának tagja volt.

## Munkássága
Fő kutatási területe a valószínűségszámítás és a matematikai fizika. Utóbbi területen belül a nem-egyensúlyi statisztikus fizika és a statisztikus alakfelismerés kérdéseivel foglalkozik. A nemlineáris hidrodinamikai egyenlet első általános érvényű levezetését adta.
Kezdetben Rényi Alfréd és Csiszár Imre vezetésével az információelméleti entrópia fogalmának statisztikus alkalmazásaival foglalkozott, majd Nevéhez fűződik a pontfolyamatok entrópiájáról az információelméletben a McMillan-tétel térbeli (többdimenziós) változatának igazolása. Roland Lvovics Dobrusin orosz matematikussal megkonstruálta a statisztikus mechanika kétdimenziós nem egyensúlyi dinamikáját. Eredményei igazolják a mozgásegyenletek végtelen rendszerének megoldhatóságát és alapvető regularitási tulajdonságait. Fritz elsőként bizonyította a hidrodinamikai lokális egyensúly elvét, ezt a Ginzburg–Landau-modell skálatörvényének és termodinamikai formalizmusának példáján mutatta be. Új módszereket dolgozott ki nagy rendszerek egyensúlyi állapotainak jellemzésére.
Több mint ötven tudományos publikáció szerzője vagy társszerzője, ebből egy könyv. Munkáit elsősorban magyar és angol nyelven adja közre.

## Családja
Édesanyja középiskolai tanár, édesapja községi orvos volt. 1968-ban nősült, felesége Bellay Ágnes matematikus, PhD, a BME Matematikai Intézet analízis tanszékének egyetemi docense. Házasságukból két leánygyermeke (egyikük matematika-fizika-informatika szakos középiskolai tanár, másik közgazdasági programtervező matematikus) született.

## Díjai, elismerései
- Grünwald Géza-díj (1971)
- Akadémiai Díj (megosztva, 1984)
- Rényi Alfréd-díj (1988)
- Magyar Köztársasági Arany Érdemkereszt (2006)
- Széchenyi-díj (2012)

## Főbb publikációi
Angol nyelven
- Generalization of McMillan’s Theorem to Random Set Functions (1970)
- Distribution-free Exponential Error Bounds for Nearest Neighbor Pattern Classification (1976)
- Non-equilibrium Dynamics of Two-dimensional Infinite Particle Systems with a Singular Interaction (R. L. Dobrusinnal, 1977)
- Gradient Dynamics of Infinite Point Systems (1987)
- On the Hydrodynamic Limit of a one-dimensional Ginzburg–Landau lattice model. The a priori Bounds (1987)
- On the Hydrodynamic Limit of a one-dimensional Ginzburg–Landau lattice model. The Law of Large Numbers in Arbitrary Dimensions (1989)
- Stationary States of Random Hamiltonian Systems (társszerző, 1994)
- Time Dependent Critical Fluctuations of a One Dimensional Local Mean Field Model (társszerző, 1995)
- An Introduction to the Theory of Hydrodynamic Limits (2000)
- Derivation of the Leroux System as the Hydrodynamic Limit of a Two-component Lattice Gas (társszerző, 2004)
- Equilibrium Fluctuations for a System of Harmonic Oscillators with Conservative Noise (társszerző, 2006)

Magyar nyelven
- Végtelen differenciálegyenlet-rendszerek a statisztikus fizikában (1986)
- Végtelen módszerek ergodikus viselkedéséről (1997)
- Sztochasztikus hiperbolikus rendszerek kompenzált kompaktságáról (2002)